# Cantó de Hoalhés
El cantó de Hoalhés és un cantó francès del departament d'Òlt i Garona, situat al districte de Nerac. Té 7 municipis i el cap és Hoalhés.

## Municipis
- Alon
- Bossés
- Durança
- Hoalhés
- Pindères
- Pomponha
- Saut Mejan

## Història
| Data d'elecció                           | Identitat      | Partit | Qualitat |
| ---------------------------------------- | -------------- | ------ | -------- |
| 1973-1998                                | Auguste Brunet | PCF    |          |
| 1998-                                    | Francis Da Ros | PS     |          |
| les dades anteriors no són pas conegudes |                |        |          |
|                                          |                |        |          |

## Demografia
| 1962  | 1968  | 1975  | 1982  | 1990  | 1999  | 2006  |
| ----- | ----- | ----- | ----- | ----- | ----- | ----- |
| 1.642 | 1.840 | 1.621 | 1.527 | 1.499 | 1.534 | 1.563 |